# کریستوفر مسترسن
کریستوفر مسترسن (انگلیسی: Christopher Masterson؛ زادهٔ ۲۲ ژانویهٔ ۱۹۸۰) هنرپیشه اهل ایالات متحده آمریکا است. وی از سال ۱۹۸۸ میلادی تاکنون مشغول فعالیت بوده است. از کارهای وی می‌توان به بازی در سریال دنیای مالکوم، جزیره کاتروت و داستان‌های کمپ آتش اشاره کرد.